# Administrativní dělení Gruzie

Administrativní dělení Gruzie (s vyznačením Abcházie a Jižní Osetie)

Gruzínské okresy

Gruzie je ze správního pohledu rozčleněna do celkem dvanácti regionů, z nichž dva tvoří autonomní republiky a jeden je tvořen pouze hlavním městem Tbilisi a okolím. Ostatních devět regionů tvoří kraje (gruzínsky: მხარე, mchare).
Obě autonomní republiky Adžárie i Abcházie byly zřízeny v době sovětské vlády a jejich existence je uznána gruzínskou vládou. Abcházie je separatistickou oblastí usilující o úplnou nezávislost na Gruzii. Po roce 2008 se jí dostalo společně s dalším gruzínským územím Jižní Osetie uznání ze strany Ruska a dalších zemí (viz Mezinárodní reakce na vyhlášení nezávislosti Abcházie a Jižní Osetie). Ze zákona je nejvyšším představitelem Abcházie Předseda nejvyšší rady (exilový), jenže hlavou Abcházie je de facto prezident Abcházie.
Adžárie se původně podobně jako Abcházie snažila odtrhnout od Gruzie. Když byl v roce 2004 sesazen adžarský vůdce Aslan Abašidze, Adžárie se vzdala separatismu a podřídila se centrální vládě v Tbilisi. Jejím nejvyšším představitelem je nyní Předseda vlády Adžárie.
Mchare v dnešní podobě existují na základě prezidentských dekretů z let 1994 až 1996, do jejichž čel hlava státu dosazovala státní komisionáře (gruzínsky: სახელმწიფო რწმუნებული), zkráceně guvernéry. Krajské uspořádání existovalo dříve, ale bylo z důvodu předešlých konfliktů s odštěpeneckými republikami prakticky nefunkční.
Problematickou oblastí je území separatistické Jižní Osetie, bývalé Jihoosetské autonomní oblasti. Ta se rozkládá ve značné části kraje Šida Kartli a na malých příhraničních částech okolních krajů. Problém vznikl na konci sovětské éry, kdy Jižní Osetie požadovala širší autonomii a změnu stuatutu na autonomní republiku (jako Adžárie a Abcházie). Ještě před rozpadem SSSR ale gruzínské vedení Jihoosetinskou AO zcela zrušilo a území začlenilo do státu jako běžné rajóny. V reakci na tento krok představitelé Jižní Osetie vyhlásili 11. listopadu 1991 samostatnou republiku, kterou Gruzie a většina světa neuznává.

## Přehled území
| Číslo na mapě | Kraj                           | Správní sídlo | Rozloha [km²] | Obyvatelstvo (01/2019) | Hustota zalidnění (obyv./km²) |
| ------------- | ------------------------------ | ------------- | ------------- | ---------------------- | ----------------------------- |
| 1             | Samegrelo – Horní Svanetie     | Zugdidi       | 7 468.2       | 311 100                | 41.6                          |
| 2             | Rača-Lečchumi a Dolní Svanetie | Ambrolauri    | 4 600.0       | 29 100                 | 6.3                           |
| 3             | Gurie                          | Ozurgeti      | 2 033.2       | 108 100                | 53.2                          |
| 4             | Imeretie                       | Kutaisi       | 6 414.7       | 487 000                | 75.9                          |
| 5             | Šida Kartli                    | Gori          | 3 428.3       | 255 100                | 71.4                          |
| 6             | Mccheta-Mtianetie              | Mccheta       | 5 606.0       | 93 300                 | 16.6                          |
| 7             | Samcche-Džavachetie            | Achalciche    | 6 412.8       | 152 100                | 23.7                          |
| 8             | Kvemo Kartli                   | Rustavi       | 6 436.2       | 434 200                | 67.4                          |
| 9             | Tbilisi                        | Tbilisi       | 504.2         | 1 184 800              | 2349.9                        |
| 10            | Kachetie                       | Telavi        | 11 375.0      | 310 100                | 27.3                          |
| 11            | autonomní republika Adžárie    | Batumi        | 2 900.0       | 351 900                | 121.3                         |
| 12            | autonomní republika Abcházie   |               | -             | -                      | -                             |
|               | Gruzie CELKEM                  | Tbilisi       | 69 700        | 3 716 800              |                               |

## Municipality
Gruzínské kraje se dále dělí do municipalit (obcí) a samostatná města (Rustavi, Poti, Kutaisi a Batumi). Velikostně odpovídají přibližně okresům v ČR. Hlavní město Tbilisi má statut kraje a dále se již do menších územně-správních celků nedělí.
Následující výčet zahrnuje municipality a samosprávná okresní města, která jsou pod kontrolou Gruzie - tzn. bez zahrnutí území Abcházie a Jižní Osetie.
- Adžárská autonomní republika

1. Město Batumi
2. Municipalita Keda
3. Municipalita Kobuleti
4. Municipalita Šuachevi
5. Municipalita Chelvačauri
6. Municipalita Chulo

- Kraj Gurie

1. Municipalita Lančchuti
2. Municipalita Ozurgeti
3. Municipalita Čochatauri

- Kraj Imeretie

1. Municipalita Kutaisi
2. Municipalita Bagdati
3. Municipalita Vani
4. Municipalita Zestaponi
5. Municipalita Terdžola
6. Municipalita Samtredia
7. Municipalita Sačchere
8. Municipalita Tkibuli
9. Municipalita Cchaltubo
10. Municipalita Čiatura
11. Municipalita Charagauli
12. Municipalita Choni

- Kraj Kachetie

1. Municipalita  Achmeta
2. Municipalita  Gurdžaani
3. Municipalita  Dedopliscqaro
4. Municipalita  Telavi
5. Municipalita  Lagodechi
6. Municipalita  Sagaredžo
7. Municipalita  Kvareli
8. Municipalita  Signagi

- Kraj Mccheta-Mtianetie[p 4]

1. Municipalita Dušeti
2. Municipalita Tianeti
3. Municipalita Mccheta
4. Municipalita  Kazbegi

- Kraj Rača-Lečchumi a Dolní Svanetie

1. Municipalita Ambrolauri
2. Municipalita Lentechi
3. Municipalita Oni
4. Municipalita Cageri

- Kraj Samegrelo – Horní Svanetie

1. Město Poti
2. Municipalita Abaša
3. Municipalita Zugdidi
4. Municipalita Martvili
5. Municipalita Mestia
6. Municipalita Senaki
7. Municipalita Čchorocku
8. Municipalita Calendžicha
9. Municipalita Chobi

- Kraj Samcche-Džavachetie

1. Municipalita Adigeni
2. Municipalita Aspindza
3. Municipalita Achalkalaki
4. Municipalita Achalciche
5. Municipalita Bordžomi
6. Municipalita Ninocminda

- Kraj Kvemo Kartli

1. Město Rustavi
2. Municipalita Bolnisi
3. Municipalita Gardabani
4. Municipalita Dmanisi
5. Municipalita Tetri Ckaro
6. Municipalita Marneuli
7. Municipalita Calka

- Kraj Šida Kartli[p 5]

1. Municipalita Gori
2. Municipalita Kaspi
3. Municipalita Kareli
4. Municipalita Chašuri